# Gavin Gordon (Schauspieler)

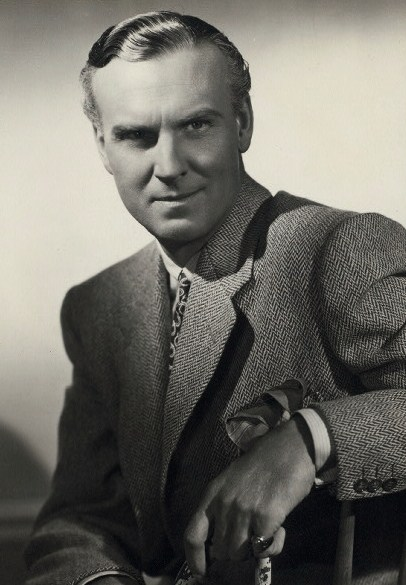
Gavin Gordon

Gavin Gordon (* 7. April 1901 in Chicora, Mississippi; † 7. April 1983 in Los Angeles, Kalifornien) war ein US-amerikanischer Schauspieler.

## Leben
Gavin Gordon, gebürtig aus dem ländlichen Mississippi stammend, machte sein Broadway-Debüt 1924 in der Musicalkomödie Annie Dear. Dort sollte er in den folgenden Jahren auch noch häufiger auftreten. Nach einer respektablen Bühnenkarriere kam er 1929 mit Beginn des Tonfilms nach Hollywood, da dort gerade Schauspieler mit Spracherfahrung gesucht waren. Unter Regie von Clarence Brown spielte er 1930 den Partner von Greta Garbo in Romanze (1930). Den erhofften Durchbruch zum Filmstar schaffte er dennoch nicht. In den nächsten Jahren wurde er vorwiegend in Nebenrollen eingesetzt, etwa als frommer Missionar und Verlobter von Barbara Stanwyck in Frank Capras Drama The Bitter Tea of General Yen (1933) sowie in der Rolle des Geliebten von Marlene Dietrich in Josef von Sternberg aufwendigem Historiendrama Die scharlachrote Kaiserin (1934). Im Horrorklassiker Frankensteins Braut von James Whale verkörperte Gordon 1935 den Lord George Byron.
Ab Mitte der 1930er-Jahre ließen die Filmangebote nach und er spielte wieder vermehrt am Theater. In späteren Jahren waren seine Filmrollen meist kleiner Natur, in einer Szene von Alfred Hitchcocks Verdacht (1941) spielte er beispielsweise einen Rechtsmediziner und im Musicalfilm Centennial Summer (1946) war er als Eisenbahnpräsident zu sehen. Zwischen 1947 und 1951 wirkte Gordon an drei erfolgreichen Broadway-Produktionen mit und absolvierte seine ersten Auftritte im gerade aufkommenden Fernsehen, ehe er wieder nach Hollywood zurückkehrte und einen Studiovertrag bei Paramount Pictures unterschrieb. Hier spielte er etwa in Komödien mit Danny Kaye (Die Lachbombe, 1954) und Jerry Lewis (u. a. Die Heulboje, 1964). In Cecil B. DeMilles Monumentalfilm Die zehn Gebote hatte er einen Kurzauftritt als Botschafter von Troja. Einen größeren Auftritt hatte er 1959 im Horrorfilm Das Biest neben Vincent Price, in welchem er die Titelfigur eines Serienmörders verkörperte. Seine letzte Rolle hatte Gordon 1968 in einer Episode der Serie Petticoat Junction. Er starb 1983 an seinem 82. Geburtstag in Los Angeles.
Gordon war homosexuell, er hatte unter anderem eine langjährige Beziehung mit dem Schauspieler Edward Everett Horton. Beide traten 1961 in Die unteren Zehntausend neben Bette Davis auf, hatten aber keine gemeinsamen Szenen.

## Filmografie (Auswahl)
- 1929: The Medicine Men (Kurzfilm)
- 1929: Chasing Through Europe
- 1930: Romanze (Romance)
- 1932: Der Tag, an dem die Bank gestürmt wurde (American Madness)
- 1933: The Bitter Tea of General Yen
- 1933: Der Boß ist eine schöne Frau (Female)
- 1933: Ein charmanter Schwindler (Hard to Handle)
- 1933: Das Geheimnis des Wachsfigurenkabinetts (Mystery of the Wax Museum)
- 1934: Die scharlachrote Kaiserin (The Scarlet Empress)
- 1935: Stadt an der Grenze (Border Town)
- 1935: Frankensteins Braut (Bride of Frankenstein)
- 1935: Page Miss Glory
- 1935: Die Fee (The Good Fairy)
- 1935: Stranded
- 1936: Ticket to Paradise
- 1941: Verdacht (Suspicion)
- 1946: Centennial Summer
- 1946: Berüchtigt (Notorious)
- 1954: Rhythmus im Blut (There’s No Business Like Show Business)
- 1954: Weiße Weihnachten (White Christmas)
- 1954: Die Lachbombe (Knock on Wood)
- 1955–1957: Alfred Hitchcock Presents (Fernsehserie, 3 Folgen)
- 1955: High Society
- 1956: Wo Männer noch Männer sind (Pardners)
- 1956: Die zehn Gebote (The Ten Commandments)
- 1957: Johnny Tremain
- 1958: Die Heiratsvermittlerin (The Matchmaker)
- 1958: Mein Leben ist der Rhythmus (King Creole)
- 1959: Das Biest (The Bat)
- 1961: Die unteren Zehntausend (Pocketful of Miracles)
- 1961: Alles in einer Nacht (All in a Night's Work)
- 1961: The Real McCoys (Fernsehserie, 1 Folge)
- 1962: Girls! Girls! Girls!
- 1963: Der verrückte Professor (The Nutty Professor)
- 1964: Die Heulboje (The Patsy)
- 1968: Petticoat Junction (Fernsehserie, 1 Folge)